# ألفريدو كواريسما
ألفريدو كواريسما هو لاعب كرة قدم برتغالي في مركز الهجوم، ولد في 16 يوليو 1944 في لشبونة في البرتغال، وتوفي في 30 مارس 2007. شارك مع منتخب البرتغال لكرة القدم. أما مع النوادي، فقد لعب مع نادي بيلينينسش.

## وصلات خارجية
- ألفريدو كواريسما على موقع قاعدة بيانات كرة القدم.إي يو (الإنجليزية)
- ألفريدو كواريسما على موقع ناشيونال فوتبول تيمز (الإنجليزية)
- ألفريدو كواريسما على موقع عالم كرة القدم.نت (الإنجليزية)